# 無冷氣夜
無冷氣夜由香港環保觸覺於2012年9月27日晚上7時至28日早晨7時首次舉行，為不啟動空氣調節系統的活動。是次無冷氣夜邀請了環境局局長黃錦星主持啟動儀式，共接收到約7萬個家庭及大學宿舍學生登記參加，預計可以節省56萬度電考，減少400公噸二氧化碳碳排放，相等於3,000棵樹一年的吸收量。